# Administrativní dělení Nepálu

Mapa okresů a provincií Nepálu od roku 2015

Nepál je od roku 2008 republikou a jeho ústava z roku 2015 zavedla provincie (nepálsky प्रदेश, pradeś) jako nejvyšší územní jednotky. Sedm provincií tak nahradilo čtrnáct zón zařazených do pěti oblastí. Provincie se dále dělí na okresy (जिल्ला, džilla), které zůstaly z větší části nezměněné – z původních 75 rozdělením dvou mezi různé provincie vzešlo 77 okresů. Každá provincie má vlastní jednokomorový parlament a vládu. Provincie vznikly s dočasným číselným označením, oficiální názvy volily parlamenty provincií dvoutřetinovou většinou. Hlavní město Káthmándú s federální vládou leží v nejlidnatější provincii Bágmatí.
| Mapa                                 | Provincie   | Hlavní město  | Rozloha (km²) | Počet obyvatel (2011) |
| ------------------------------------ | ----------- | ------------- | ------------- | --------------------- |
| Provincie Kóší na mapě Nepálu        | Kóší        | Birátnagar    | 25 905        | 4 534 943             |
| Provincie Madhéš na mapě Nepálu      | Madhéš      | Džanakpur     | 9 661         | 5 404 145             |
| Provincie Bágmatí na mapě Nepálu     | Bágmatí     | Hétauda       | 20 300        | 5 529 452             |
| Provincie Gandakí na mapě Nepálu     | Gandakí     | Pókhara       | 21 504        | 2 403 757             |
| Provincie Lumbiní na mapě Nepálu     | Lumbiní     | Déukhurí      | 22 288        | 4 499 272             |
| Provincie Karnálí na mapě Nepálu     | Karnálí     | Biréndranagar | 27 984        | 1 570 418             |
| Provincie Sudurpaščim na mapě Nepálu | Sudurpaščim | Godawari      | 19 915        | 2 552 517             |